# Aplocera fasciata
Aplocera fasciata är en fjärilsart som beskrevs av Hann 1931. Aplocera fasciata ingår i släktet Aplocera och familjen mätare. Inga underarter finns listade i Catalogue of Life.